# Lödöse

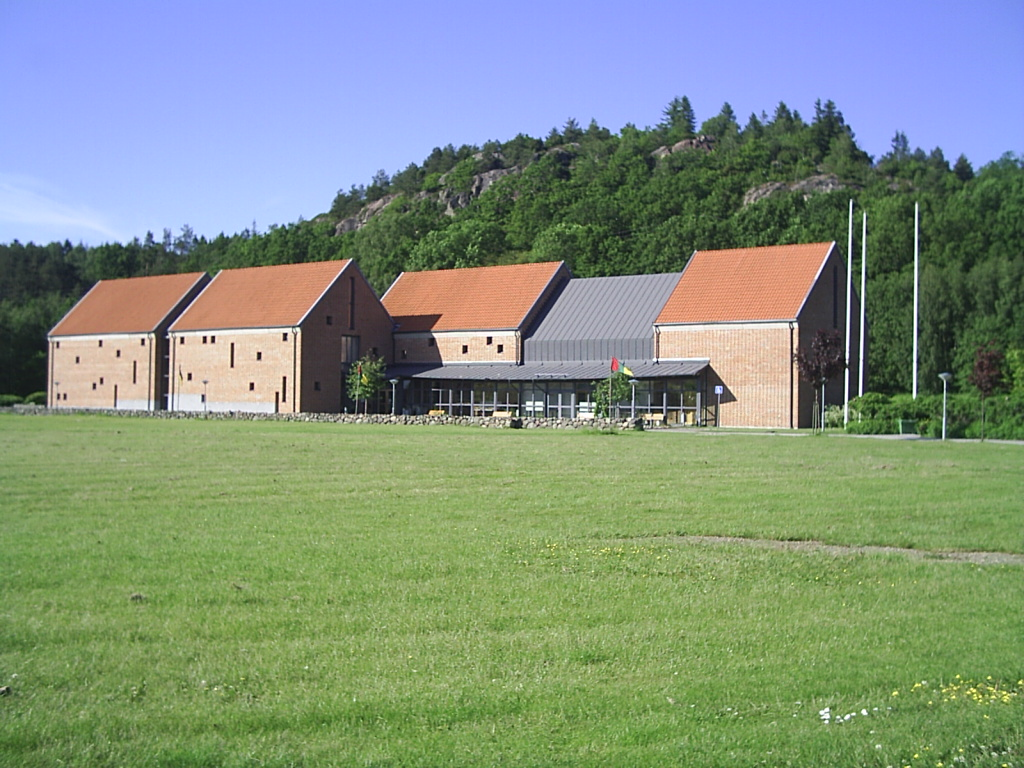
Lödöse museum.

Lödöse, även Gamla Lödöse, Gamlöse eller Gammelös, är en tätort och före detta brukssamhälle i Lilla Edets kommun och kyrkby i Sankt Peders socken, belägen cirka 4 mil nordost om centrala Göteborg. Orten ligger vid Göta älv och genomskärs av Lödöse-Lilla Edets järnväg. Norge/Vänerbanan (förr Bergslagsbanan) och väg E45 passerar strax öster om samhället.
Lödöse har anor som en av Sveriges äldsta städer och under medeltiden mest betydande hamnar. Staden som slutligt förlorade sina stadsrättigheter 1646, räknas som den första av Göteborgs föregångare. Fartyg kan nå Lödöse  från havet utan hinder av fall eller  slussar.

## Historia
Omfattande utgrävningar 1916–1920 och från 1961 har blottlagt medeltida kyrkoruiner, husgrunder, plankgator och kajer samt ett båtskrov från tidigt 1500-tal. Hittills har ungefär 1/3 av den medeltida staden grävts ut. I de upp till 4 m djupa kulturlagren har över 150.000 lösfynd gjorts. En del av dessa är utställda på Lödöse museum och Historiska museet i Stockholm. Lödöse är en av Sveriges fyndrikaste utgrävningsorter. Bebyggelsen går tillbaka till mitten av 1000-talet.
Den äldsta kända skriftkällan för Lödöses existens, är inskriptionen LEDU(S) eller LEODU(S) på brakteater från Knut Erikssons regeringstid (1167–1196). Därefter omnämns staden omkring 1200 av den danske historieskrivaren Saxo Grammaticus i Gesta Danorum, då på latin; Liuthusium. Det anses innehålla ett äldre namn på Gårdaån, Liudha, den rikligt beväxta, samt øse, åmynning. Senare omskrivs Lödöse i ytterligare en dansk källa, Knytlingasagan från omkring 1260–1270. Ett av de tidigaste, svenska beläggen för namnet Lödöse är Margareta Persdotters testamente från 1260. Lödöse kloster kallas där 'claustro lydosiensi'. I de isländska sagorna från 1220-talet till 1310-talet refereras till händelser från 1150-talet som ska ha utspelat sig i, eller i närheten av Lödöse. Även senare möten, bland annat mellan norske Håkon den unge och Birger jarl 1249 finns med:
| ”                                        | Svar var elfr aull at lita glæselig sem agull sei frægðar folk er flota Þæysti lofsœls konungs Lioðhusa til. | „ |
| – Ur Håkon den gamles saga, Flateyjarbók | |   |

Fritt översatt:

Hela älven var så vacker att se på, som om man såg färger av skinande guld.

Då styrde kungens berömda män sina skepp till Lödöse.

Den enda avskrift som finns bevarad av den medeltida stadslagen, Bjärköarätten, gällde Lödöse och anses som äldst vara från 1200-talets slut. Samma bjärköarätt gällde i det norska Nidaros (nuvarande Trondheim), det danska Lund, liksom i Stockholm. Lödöses borgare påstås enligt Johan Hadorph ha kopierat Stockholms lag med kvartersnamn och allt.
Lödöse medeltida stadssigill med två torn går igen i Lilla Edets kommunvapen.

### Äldre medeltid

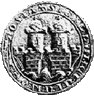
Lödöse medeltida stadssigill.

Arkeologiskt är Lödöse belagt från 1000-talet, bland annat finns tyska mynt från början av 1000-talet.[källa behövs] Det finns bekräftade dateringar på byggnader från slutet av 1000-talet.[källa behövs] Staden växte snabbt i betydelse som Sveriges port mot väster. På 1100-talet fanns tre kyrkor, kungsgård, kungligt myntverk och kastal i staden. Men vid denna tid kunde man ännu inte segla ut obehindrat från Lödöse.
Både Askim, Sävedals och Vättle härader, de så kallade Utlanden (där staden Göteborg till stora delar breder ut sig idag), var danska till mitten av 1200-talet. Omkring 1253 ska Birger jarl ha samlat en här vid Gullbergs hed, nära Göta älvs mynning för att angripa Danmarks kung Abel. Denne skulle dock ha hunnit dö och danskarna kapitulerade utan strid.

Mellan åren 1249–1263 möttes representanter för Sverige, Norge och Danmark ofta i vänskapliga kontakter i Göta älvdal, och Birger jarl var ofta närvarande personligen.
Förbrödringen var så stor att det vid ett möte i Lödöse 1257 påbjöds att:
| ”                                                    | Om någon hånar en norrman eller kallar honom bagge eller vid andra smädenamn, skall han ingenting förlora annat än sitt halsben! | „ |
| – Birger Jarl Ur Håkon den gamles saga, Flateyjarbók | |   |

Till 1473 var Lödöse Sveriges enda hamn med utfart mot Nordsjön. Enda perioden staden hade fritt tillträde till havet var från att Sverige öppnades mot Kattegatt på 1250-talet och till Engelbrekt Engelbrektssons uppror år 1434. Det är också under dessa knappt 200 år som stadens storhetstid infaller.
Här bedrevs en internationell handel med andra skandinaver samt tyskar, skottar, engelsmän och holländare. Tyskarna blev den dominerande handelsparten och Hansan hade representation i stadens magistrat, på samma sätt som i Kalmar och Söderköping. Man importerade varor som inte kunde frambringas i Sverige och exporterade Västergötlands animalieproduktion, samt även timmer och järn.
Myntning startades i Lödöse strax före 1150, efter att inte ha förekommit i Sverige sedan 1030 i Sigtuna. Med undantag för Magnus Ladulås regeringstid 1275–90 pågick myntningen i Lödöse fram till omkring 1365. De första mynten som omnämner myntherren är präglade omkring 1190 under Knut Erikssons regeringstid från 1167.
Det tros också ha varit under Knut Erikssons regeringstid som kastalen uppfördes, en av Sveriges allra äldsta försvarsborgar, den första vid en gräns. Snorre Sturlassons brorson Sturla Tordarson berättar i Håkon Håkonssons saga från 1260-talet om hur Håkon Håkonssons och hans birkebeinare brände och rev kastalen 1227. Striden gällde Knut Kristinesson d.ä., styvson till Västergötlands lagman Eskil. Knut var son till lagmannens hustru Kristina i hennes tidigare äktenskap med den norske jarlen Hakon galen, och hade blivit ledare för ribbungarna som försökte avsätta kung Håkon.
År 1243 etablerade sig tiggarorden dominikanerna i Lödöse och anlade Lödöse konvent.

#### Lödösehus
Det är som ersättning för kastalen som borgen Lödösehus börjar byggas, förmodligen under Erik Erikssons andra regeringstid från 1234. Sin största omfattning hade borgen under tidigt 1300-tal och var då en av rikets största. Den var omgärdad av dubbla och delvis tredubbla vallgravar. Många gånger tjänade den som residens för det kringresande svenska hovet, en så kallad riksborg.

### Folkungatiden
Vid freden i Helsingborg 1310 tillföll Lödöse hertig Erik. Efter att först ha bränt Lödöse 1304 under brödrastriden mot kung Birger Magnusson blev staden en viktig stödjepunkt för hertigarna Erik och Valdemar. Fram till Nyköpings gästabud 1317 var Lödöse jämte Kungahälla, Axevalla hus och Varbergs fästning ett administrativt centrum i det hertigdöme som till sin största omfattning bestod av Västergötland, Dal och Värmland (motsvarande dåvarande Skara stift), samt Norra Halland och Älvsyssel.
Det var i Lödöse hertig Erik firade sin bröllopsfest 1313 med den då 11-åriga Ingeborg Håkansdotter, dotter till Norges kung Håkon Magnusson. När deras son, kung Magnus Eriksson, gifte sig 1335 med Blanka av Namur gav han henne Lödöse tillsammans med Lindholmen och norska Tønsberg i morgongåva. I ett andra morgongåvobrev 1353 erhöll hon dessutom Bohus och Marstrand med Älvsyssel utom Orust.
1319–1326 ingick Lödöse i Ingeborgs underhållsländer och från 1371 i Magnus Erikssons. När han dog 1374 vägrade hans son, Norges kung Håkan Magnusson återlämna faderns underhållsländer till Sverige.
1349 kom pesten till Skandinavien. Samma år sammankallade kung Magnus Eriksson ett rådsmöte i Lödöse och utfärdade ett beslut att varje fredag skulle vara faste- och böndag och att alla medborgare skulle offra pengar till jungfru Maria.
Lödösehus började förlora i vikt i och med att flera befästningar anlades runt Göta älvs mynning under 1300-talet: Gullbergs fäste nära Säveån 1303; Lindholmens borg på Hisingen 1333; samt Älvsborg troligen under början av Albrekt av Mecklenburgs regeringstid 1364–1389.
I Säveåns dalgång i inlandet blev Stynaborg någon gång under 1300-talet ny länsborg för Lödöses närmaste omland, Ale härad. Stynaborg låg i Bälinge socken i nuvarande Alingsås församling, Kullings härad.

### Unionstiden
Fortfarande på 1400-talet var Lödöse en av rikets sex viktigaste städer med egen representation vid kungavalen. Omkring 1450 blev den danska tullen vid den då starkt utbyggda Bohus fästning alltför betungande. Danskarna hade även Skårdals skate (nuvarande Surte och Bohus) på den östra älvstranden. Under Sten Sture den äldres regeringstid bestämdes av riksrådet vid ett möte i Kalmar 1473 att en ny stad skulle grundas vid Säveån nära Göta älvs utlopp och det stora flertalet av borgarna flyttade till Nya Lödöse, nummer två bland Göteborgs föregångare.
I kriget med Karl Knutsson Bonde hade danske kungen Kristian I intagit Lödöse 1452 och västgötarna avsvor sig troheten mot den svenske kungen. Redan samma år återerövrade marsken Tord Karlsson Bonde Västergötland från danskarna. När han intog Lödöse kom han över ett arkiv med brev till kung Kristian från ett antal bemärkta svenskar, som nu blev komprometterade. Detta blev inledningen till en omfattande räfst där frälsegods drogs in till kronan, och vidare en reduktion av kyrkans egendomar.

#### Bero Magni de Ludosia
En person från Lödöse från denna tid, som blivit föremål för särskilda historiska studier, gick under det latinska namnet Bero Magni de Ludosia (ca. 1409–1465). Översatt till svenska blir namnet Björn Månsson, alternativt Magnusson, från Lödöse. Han var under sitt vuxna liv verksam vid universitetet i Wien och utnämndes 1461/1462 till biskop i Skara stift, dock utan att tillträda ämbetet.

### Äldre vasatiden och stormaktstiden
1526 indrog Gustav Vasa Lödöses stadsrättigheter, men på grund av de uppblossande orosstämningarna kring Danmarks avsatte kung Kristian II befallde han i början av 1530-talet att Lödöses försvar skulle stärkas med fyrkantiga torn runt den före detta staden.
Under Nordiska sjuårskriget 1563–1570 befästes platsen ytterligare genom Lindorm Torstenssons försorg.
1569–1603 ingick Lödöse i Visingsborgs grevskap. Under denna tid fick Lödöse tillbaka sina stadsrättigheter 1586 av Johan III.
1612–1619 ingick Lödöse i Älvsborgs andra lösen.
Under den så kallade Hannibalsfejden, efter att riksrådet och fältmarskalken Lennart Torstenson angripit Danmark 1643, belägrade svenska trupper under befäl av överste Nils Kagg Bohus fästning, där Hannibal Sehested, ståthållare över Norge, residerade. 1644 blev Lödöse både plundrat av svenskarna och bränt av danskarna. Staden utrustades genast med en ny skans som följande år stod emot ett nytt angrepp. Samma år, 1645, slutade kriget med freden i Brömsebro då Halland tillföll Sverige. Året därpå förlorade Lödöse slutligen sina stadsrättigheter.
I samband med Gyldenløvefejden 1676–1679 lät rikskanslern Magnus Gabriel De la Gardie förstärka Lödöses försvar med ännu en ny skans 1676, som efter kriget fick förfalla. Efter detta försvinner Lödöse ur rikets annaler.

### Modern tid

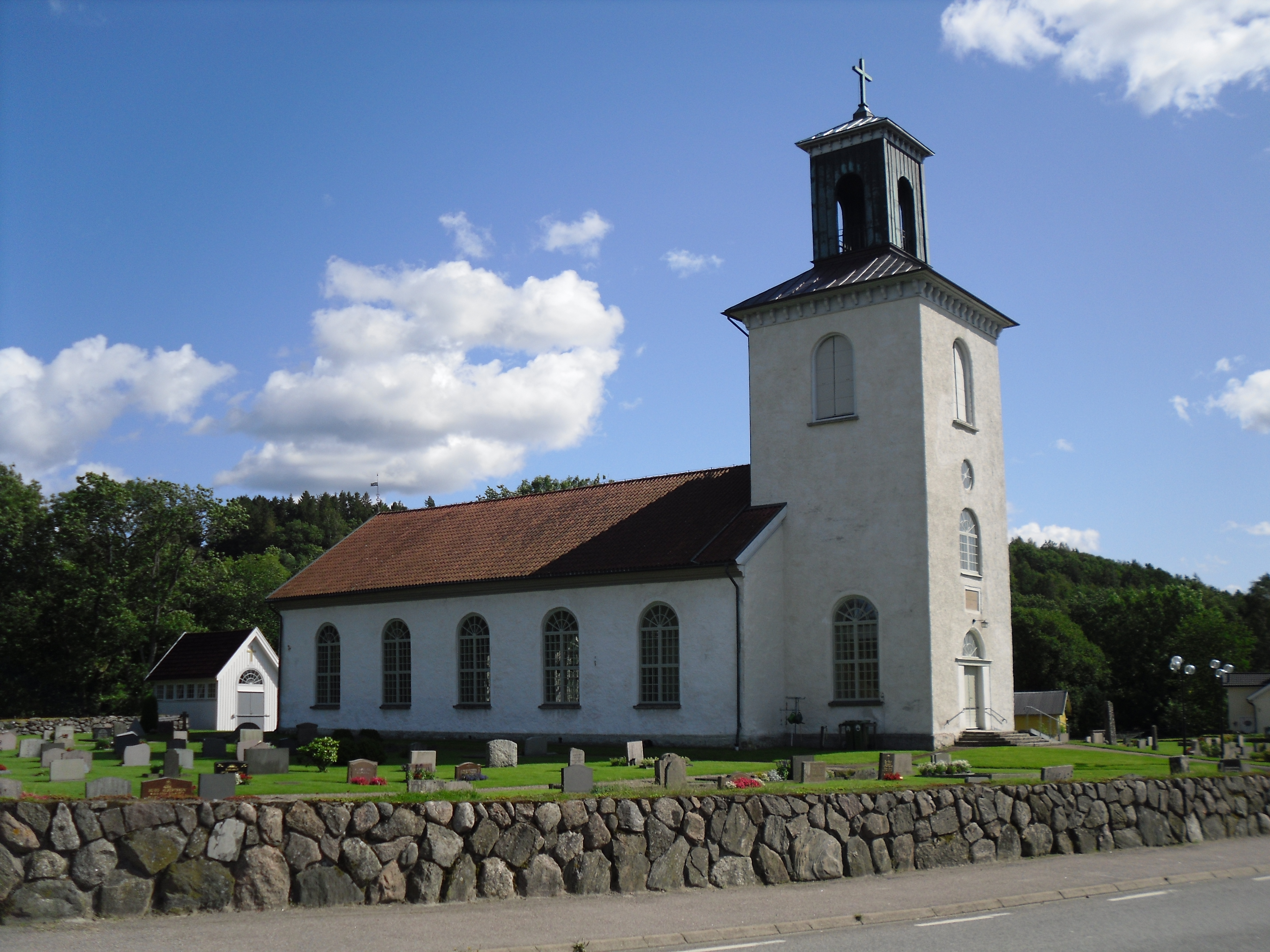
Sankt Peders kyrka, uppförd 1846.

1877–1905 hade Bergslagsbanan hållplatsen Tingberg vid sydöstra delen av samhället. När järnvägen till Lilla Edet stod klar 1906 ersattes denna hållplats av en station vid Alvhem i Skepplanda församling, i nuvarande Ale kommun, 2 km söder om Lödöse. Vid Lilla Edet-banan anlades samtidigt Lödöse station och hållplatsen Lödöse by, längre norrut. Persontrafiken längs denna sträckning upphörde 1953. En ny järnvägshållplats, Lödöse södra, öppnades 2 km söder om Lödöse, mellan Tingberg och Alvhem i slutet av 2012. Tills 2012 genomskars Lödöse av väg E45, men efter det går E45 på motorväg utanför.
1952–1970 var Lödöse centralort i Lödöse kommun.
I samband med bostadsbebyggelse inom det gamla stadsområdet i början av 1960-talet gjordes rika arkeologiska fynd. För att kunna visa något av detta inrättades 1965 Lödöse museum, först i en källarlokal, men sedan 1994 i en egen byggnad i samhällets norra del. Detta museum ingår numera i Västra Götalandsregionens förvaltningsenhet för natur- och kulturarvsfrågor, Kulturförvaltningen. 
På en friluftsscen bakom Lödöse museum spelades somrarna 1994–2009 och åter sedan 2013 ett krönikespel med scener ur ortens medeltida historia.
Det framförs av ett 70-tal ¨amatörer med stöd från Studieförbundet Vuxenskolan som arrangör. 

#### Lödöse varv
I början av förra seklet fanns tre varv i Lödöse. Det främsta av dem, Lödöse varv, grundades 1899. Som mest hade det 350 anställda. 1985 lades varvet ner.

### Befolkningsutveckling
| Befolkningsutvecklingen i Lödöse 1960–2020 | Befolkningsutvecklingen i Lödöse 1960–2020 | Befolkningsutvecklingen i Lödöse 1960–2020 | Befolkningsutvecklingen i Lödöse 1960–2020 | Befolkningsutvecklingen i Lödöse 1960–2020 |
| ------------------------------------------ | ------------------------------------------ | ------------------------------------------ | ------------------------------------------ | ------------------------------------------ |
|                                            |                                            |                                            |                                            |                                            |
| År                                         |                                            |                                            | Folkmängd                                  | Areal (ha)                                 |
| 1960                                       | 1960                                       |                                            | 549                                        |                                            |
| 1965                                       | 1965                                       |                                            | 696                                        |                                            |
| 1970                                       | 1970                                       |                                            | 1 004                                      |                                            |
| 1975                                       | 1975                                       |                                            | 1 244                                      |                                            |
| 1980                                       | 1980                                       |                                            | 1 181                                      |                                            |
| 1990                                       | 1990                                       |                                            | 1 291                                      | 116                                        |
| 1995                                       | 1995                                       |                                            | 1 227                                      | 119                                        |
| 2000                                       | 2000                                       |                                            | 1 227                                      | 121                                        |
| 2005                                       | 2005                                       |                                            | 1 265                                      | 127                                        |
| 2010                                       | 2010                                       |                                            | 1 266                                      | 128                                        |
| 2015                                       | 2015                                       |                                            | 1 540                                      | 180                                        |
| 2020                                       | 2020                                       |                                            | 1 871                                      | 190                                        |
|                                            |                                            |                                            |                                            |                                            |

## Näringsliv

### Bankväsende
Ale härads lån- och sparkassa grundades år 1904 med jämlika kontor i Älvängen och Gamla Lödöse. Den uppgick år 1915 i Enskilda banken i Venersborg. Vänersborgsbanken blev senare en del av Handelsbanken, som lade ner kontoret i Lödöse år 1998.